# Lipton International Players Championships 1987
Die Lipton International Players Championships 1987 waren ein Tennisturnier der WTA Tour 1987 für Damen und ein Tennisturnier des Grand Prix 1987 (Tennis) für Herren in Miami, die gleichzeitig vom 23. Februar bis zum 8. März 1987 in Key Biscayne, Miami, Florida stattfanden.

## Herrenturnier
→ Hauptartikel: Lipton International Players Championships 1987/Herren

## Damenturnier
→ Hauptartikel: Lipton International Players Championships 1987/Damen